# 徳川女系図
『徳川女系図』（とくがわおんなけいず）は、1968年公開の日本映画。吉田輝雄主演、石井輝男監督。東映京都撮影所製作、東映配給。併映は『前科者』（若山富三郎主演、山下耕作監督）。

## 概要
日本の大手映画会社が初めて製作したピンク映画。実質的な"東映ポルノ"のスタートで、和モノ石井輝男監督の"異常性愛路線"と呼ばれるエログロ映画第1作。

## あらすじ
徳川五代将軍綱吉は大奥というハーレムで、やりたい放題の生活をしている。女たちは常盤井たちの御台所派と、お伝の方の二派に分れて対立していた。二派の対立は日ごとに深まり、綱吉の乱行もさらにエスカレートしていく。 

## スタッフ
- 監督：石井輝男
- 企画：岡田茂・天尾完次
- 原作：岩崎栄
- 脚本：内田弘三・石井輝男
- 撮影：吉田貞次
- 美術：矢田精次
- 編集：神田忠男
- 音楽：八木正生
- 助監督：荒井美三雄

## キャスト
- 将軍綱吉：吉田輝雄
- 御台所信子：三浦布美子
- 万里小路：有沢正子
- 常盤井：国景子
- 染子：應蘭芳
- おちか：高島和子
- おたえ：富永佳代子
- おさわ：一星ケミ
- おかじ：火鳥こずえ
- おゆき：加山恵子
- おみつ：御影京子
- お伝の方：三原葉子
- 雪岡：三島ゆり子
- 藤垣：三浦徳子
- おさよ：賀川雪絵
- おきぬ：谷ナオミ
- おしの：辰巳典子
- おりき：祝真理
- おみね：三乃瀬愛
- おまち：立花加幸
- おつの：林三恵
- 柳沢出羽守：南原宏治
- 定子：内田高子
- 牧野備後守：小池朝雄
- 阿久里：小畑道子
- 照円：春美
- 桂昌院：喜多川千鶴
- 駒尾：牧淳子
- お静：岡田千代
- 萩乃：小島恵子
- おこと：小柳リカ
- おきく：星野美恵子

## 製作経緯

### 企画
企画は"東映ポルノ"の仕掛け人・岡田茂プロデューサー（のち、東映社長）。岩崎栄の原作は題名だけがよいという理由で拝借しただけである。1968年当時、"任侠映画"に続く鉱脈を探していた岡田が独立プロ製作による低予算エロ映画（ピンク映画）の費用対効果の高さに目をつけ、懐刀の天尾完次プロデューサーに製作を指示、自身は石井輝男に監督要請を行った。石井は当時『網走番外地』という高倉健主演の超人気シリーズを手掛けていたが、もう飽き飽きしていて「何か別の事をやりたい」と岡田からの要請に応えた。

### メジャー映画会社初のピンク映画
本作以前にも大手映画会社は古くからエロティックな映画や成人映画を作ってはいたが、これらの映画は基本的に会社の専属女優によるエロティックな場面が一部含まれるだけで、女優のヌードやセックスシーンがたくさん登場するということではなかった。ところが1960年代に入り大蔵映画、国映などの独立プロがこうした性描写をメインとするエロ映画を量産し、これをピンク映画と呼ぶようになったが、大手五社がこのピンク映画に手を染めることは大きな抵抗感があった。しかし東映の岡田茂プロデューサーは恥も外聞もなく一線を越える。本作が大手映画会社初のピンク映画と呼ばれる理由は、東映専属の女優以外にピンク映画の女優を大量投入したことである（少数出演した映画はこれ以前にも数本ある）。大手映画会社専属の女優は簡単には脱いでくれなかった。岡田はこれらを当初「刺激性路線」とネーミングしていた。

### 製作
石井は「人間は性と深く関わっているが、当時はそんなに追及されているテーマではなく、一度やってみたいと思っていた」、ピンク映画は全く観たことがなく「予備知識なしで自分流の成人映画を作ろうという気持ちで出発した」と述べ、菊池寛の『忠直卿行状記』を話の核としたと述べている。

## 興行成績とその後の展開
これだけ女性の裸が満載の映画はこれ以前には無く、センセーションを呼んだ。このため「女性を侮辱している」と婦人団体や評論家からバッシングを受けた。しかし結果的に話題にもなり奇跡の大ヒットを記録、3000万円の製作費でたちまち一億円以上稼いだといわれる。岡田の所見は「予想よりおとなしい作品になった」という見方であったがこれはのどかな序の口に過ぎなかった。石井は岡田の意図を大胆に表現、本作以降、ヌード、セックスだけでなく、サドマゾ、拷問、処刑等、グロテスクな描写を取り入れ、"異常性愛路線"をエスカレートさせていく。『徳川女系図』と『徳川女刑罰史』の大ヒットを見てこの年、常務取締役企画製作本部長に就任した岡田茂は、1970年代半ばの実録映画の隆盛まで、任侠映画、実録映画とエロ映画の二本立て、三本立て興行の路線を敷く。

## 影響
"東映ポルノ"の大成功で、当時テレビの大攻勢によって観客減に悩んでいた邦画大手映画会社は東映に追随し、次々とエロ路線に傾斜していった。